# Hirsch Institut für Tropenmedizin

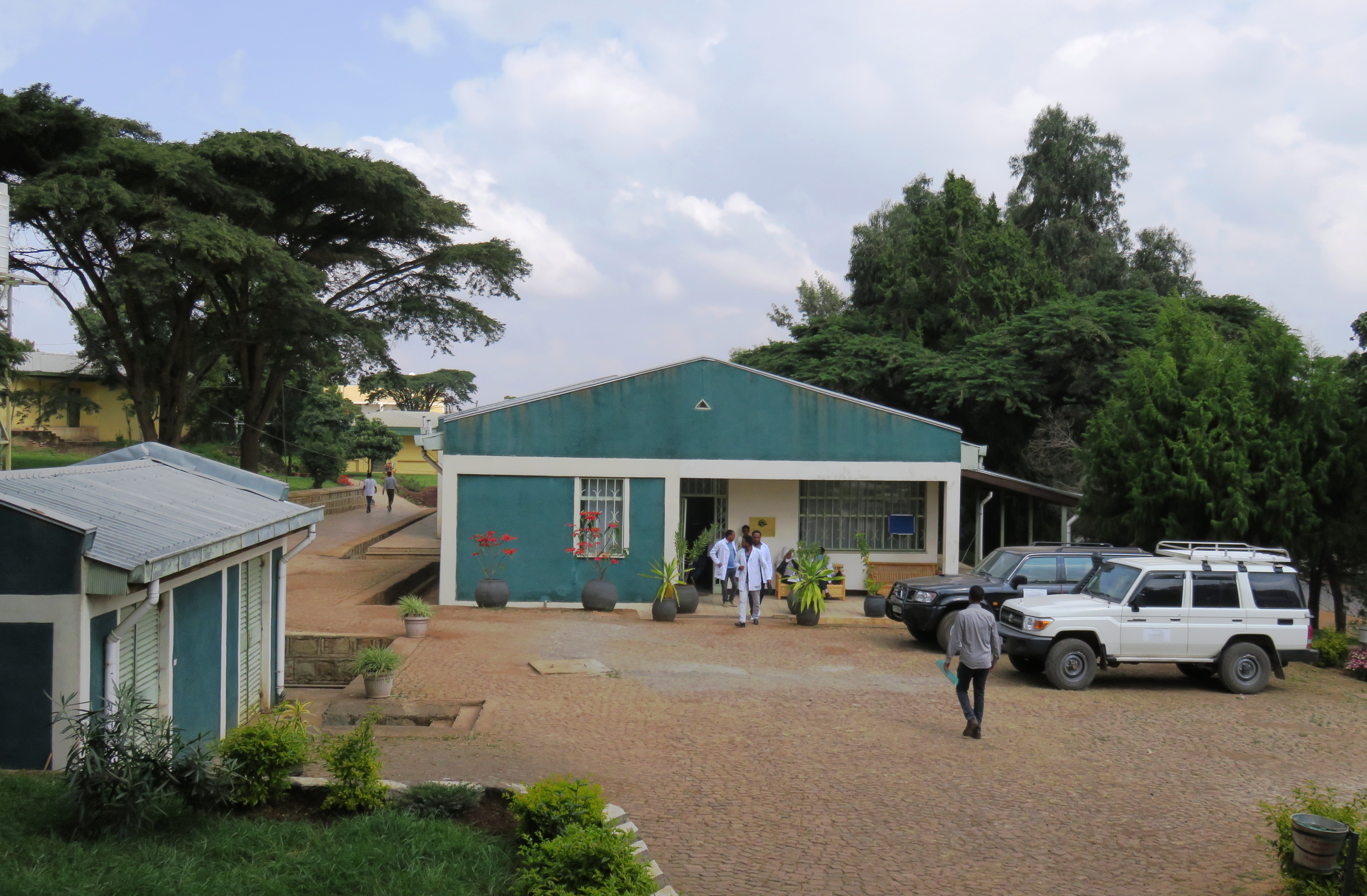
Blick auf das Hirsch Institut für Tropenmedizin

Das Hirsch Institut für Tropenmedizin ist ein Institut für medizinische Forschung und Ausbildung in Asella im Bundesstaat Oromia in Zentraläthiopien. Es wurde 2013 als Außenstelle der Klinik für Gastroenterologie, Hepatologie und Infektiologie des Universitätsklinikums Düsseldorf und der Heinrich-Heine-Universität Düsseldorf von Dieter Häussinger, dem Direktor der Klinik und des Instituts, offiziell eröffnet. Mit 25 deutschen und äthiopischen Mitarbeitern bietet es eine Plattform zur tropenmedizinischen, infektiologischen, parasitologischen und hepatologischen Forschung auf internationalem Niveau, dient der Ausbildung von äthiopischen und deutschen Ärzten, Wissenschaftlern, Medizinstudenten sowie weiterem Personal sowie als Basis für Entwicklungszusammenarbeit. Die Aktivitäten werden in enger Kooperation mit der Arsi University in Asella, Äthiopien und dem Asella Teaching Hospital, dem Lehrkrankenhaus der Universität, durchgeführt.

## Geschichte und Entstehung des Instituts
Der Beschluss zur Gründung des Instituts als Außenstelle der Klinik für Gastroenterologie, Hepatologie und Infektiologie des Universitätsklinikums Düsseldorf auf dem Gelände der medizinischen Fakultät der Adama Science and Technology University in Asella wurde im Jahr 2009 gefasst. Im Rahmen eines Besuchs von Dieter Häussinger in Äthiopien erfolgte gemeinsam mit dem Präsidenten der äthiopischen Universität, Eichele, dem damaligen Bildungsminister von Äthiopien, D. Mekonnen und dem deutschen Vizebotschafter in Äthiopien, M. Biontino, die Unterzeichnung eines letter of intent. Der Bau des Instituts wurde durch eine Spende des Namensgebers Wolfgang Hirsch unterstützt. Nach Abschluss eines Kooperationsvertrags sowie nach dreijähriger Bauphase wurde das Institut im Jahr 2013 feierlich eröffnet.
Nach Gründung der Arsi University in den Städten Asella und Bekoji im Jahr 2015 mit Anschluss der Medizinischen Fakultät in Asella erfolgte die Übertragung des Kooperationsvertrags auf diese neue Universität. Das Asella Teaching Hospital, ein der Medizinischen Fakultät als Lehrkrankenhaus angeschlossenes Krankenhaus, dient als regionales Versorgungszentrum für die Arsi-Zone, ein Gebiet mit ca. 3,5 Millionen Einwohnern. Es existieren Fachabteilungen für Innere Medizin, Frauenheilkunde inklusive Geburtshilfe, Kinderheilkunde und Allgemeine Chirurgie, eine HIV/AIDS-Ambulanz, und weitere Fachambulanzen. Das Institut wurde auf dem Gelände der Medizinischen Fakultät und in unmittelbarer Nachbarschaft zum Asella Teaching Hospital errichtet.

## Ausstattung von Gebäude und Labors
In dem Institut sind deutsche und äthiopische Wissenschaftler und Ärzte tätig. Die Arbeiten werden vor Ort durch ein Team von Study Nurses, Laborassistenten und Verwaltungsassistenten unterstützt.
Das Gebäude vereint Untersuchungsräume, Labore, einen Seminarraum und Büros. Zur Ausstattung gehören unter anderem Gerätschaften für klinische Untersuchungen wie  Sonografie, Elastographie, oder kritische Flimmerfrequenzanalyse, Laboranalysen wie Point-of-Care-Diagnostik, hämatologische, blutchemische oder molekularbiologische Testverfahren sowie verschiedene immunologische, parasitologische oder mikrobiologische Untersuchungsverfahren, inklusive bakterieller Kulturverfahren und Resistenzanalyse. Sichere Laborarbeiten und zuverlässige Lagerung von Studienproben bei −80 °C werden durch einen eigenen Wassertank und eine Notstromversorgung per Dieselgeneratoren ermöglicht. Für Feldarbeit und Versorgungsfahrten stehen dem Institut zwei Geländewagen zur Verfügung.

## Forschung
Der Fokus der klinischen und translationalen Forschung ist im Bereich hepatologischer, infektiologischer und tropenmedizinischer Studien angesiedelt. Einige der jüngsten Projekte sind:
- Charakterisierung klinischer und biochemischer Parameter von Patienten mit Sepsis zur Analyse und zum Vergleich des Potenzials verschiedener neuartiger Diagnosemethoden (z. B. . microbial cell-free DNA (cfDNA) metagenomic next generation sequencing) für die Identifizierung von Krankheitserregern und die Ausrichtung der klinischen Behandlung.
- Überwachung der antimikrobiellen Resistenz in 6 verschiedenen afrikanischen Partnerländern mit einem One-Health-Ansatz und Anwendung eines Schnelltests für AMR-Proteine auf der Grundlage eines Lateral-Flow-Immunoassay-Point-of-Care (POC)-Tests.
- Anwendung der Genomepidemiologie zur Verbesserung der Kapazitäten für die genomische Sequenzierung von Krankheitserregern, zur Entwicklung innovativer digitaler Diagnoseplattformen, zur Förderung von Praxisgemeinschaften und des Wissensaustauschs durch die Förderung der afrikanischen Zusammenarbeit und Vernetzung sowie zur Information der öffentlichen Gesundheit.
- Aufbau eines tragfähigen, nachhaltigen und erweiterbaren Netzes von Standorten in Subsahara-Afrika zur Überwachung der Artemisinin-Resistenz, um die Eindämmung der Resistenz und die Planung alternativer Behandlungsmöglichkeiten zu unterstützen.

## Lehre
Das Institut bietet eine Plattform für die Ausbildung von äthiopischen und deutschen Studenten, Ärzten und Wissenschaftlern. Medizinstudenten, Doktoranden und Ärzte aus Deutschland wird die tropenmedizinische Aus- und Weiterbildung ermöglicht. Durch Austauschprogramme, wissenschaftliche und medizinische Ausbildung vor Ort und in Deutschland sowie regelmäßiges praktisches Training und Lehrveranstaltungen am Institut und in der Medizinischen Fakultät wird die medizinische und wissenschaftliche Weiterbildung von äthiopischen Akademikern gefördert. In diesem Zusammenhang erfolgt die Ausbildung von äthiopischen Nachwuchswissenschaftlern im Rahmen eines internationalen PhD-Programms.
Im Rahmen einer Hochschul- und Klinikpartnerschaft der ESTHER-Initiative (Ensemble pour une Solidarité Thérapeutique Hospitalière En Réseau) erfolgt Aus- und Weiterbildung in den Bereichen Mutter-Kind-Gesundheit, Krankenhaushygiene und Patientensicherheit.

## Sonstiges
Im September 2014 wurden Häussinger und seine Mitarbeiter des Instituts für die Aktivitäten zur Prävention und Behandlung von Infektionskrankheiten in der Arsi Region von Äthiopien mit dem Medizinisch-Humanitären Förderpreis der Else Kröner-Fresenius-Stiftung ausgezeichnet. Auf Initiative des Tropeninstituts wurde im Jahr 2016 von der deutschen Organisation „Technik ohne Grenzen“ (Ortsgruppe Erlangen) auf dem Gelände des Krankenhauses in Asella ein Verbrennungsofen für potentiell infektiöse Krankenhausabfälle errichtet.
Spender wie der Rotary Club Düsseldorf Süd ermöglichten die Ausstattung des Instituts mit Gerätschaften wie dem leistungsfähigen Notstromaggregat oder verschiedenen Laborgeräten.